# Chożów
Chożów (biał. Хажова, ros. Хожово) – agromiasteczko na Białorusi, w obwodzie mińskim, w rejonie mołodeckim, w sielsowiecie Chożów, którego jest siedzibą. Występuje także pod nazwami Chożowo, Chożowa, Chożewo, Chożów Mołodecki.
Znajdują tu się parafialna cerkiew prawosławna pw. św. Aleksandra Newskiego oraz lotnisko Mołodeczno-Chożów.

## Historia
Wzmiankowana w 1434 roku, wtedy została własnością Sudymunta Dorgiewicza.
Dawne dziedzictwo Radziwiłłów. Istniała tu parafia katolicka.
W czasach zaborów miasteczko w gminie Mołodeczno, w powiecie wilejskim, w guberni wileńskiej Imperium Rosyjskiego. W 1865 roku liczyło 45 dusz rewizyjnych.
W latach 1921–1945 wieś, majątek i futor leżały w Polsce, w województwie wileńskim, w powiecie wilejskim, od 1927 roku w powiecie mołodeczańskim, w gminie Mołodeczno.
Według Powszechnego Spisu Ludności z 1921 roku zamieszkiwały:
- wieś – 511 osób, 97 było wyznania rzymskokatolickiego, 413 prawosławnego a 1 ewangelickiego. Jednocześnie 68 mieszkańców zadeklarowało polską, 439 białoruską a 4 rosyjską przynależność narodową. Było tu 95 budynków mieszkalnych[5]. W 1931 w 100 domach zamieszkiwało 518 osób[6].
- majątek – 58 osób, 54 było wyznania rzymskokatolickiego, 4 prawosławnego. Jednocześnie wszyscy mieszkańcy zadeklarowali polską przynależność narodową. Było tu 6 budynków mieszkalnych[5]. W 1931 w 15 domach zamieszkiwały 123 osoby[6].
- futor – w 1931 w 1 domu zamieszkiwało 6 osób[6].

Wierni należeli do miejscowej parafii rzymskokatolickiej i prawosławnej. Miejscowość podlegała pod Sąd Grodzki w Mołodecznie i Okręgowy w Wilnie; mieścił się tu urząd pocztowy obsługujący część gminy Mołodeczo.
W wyniku napaści ZSRR na Polskę we wrześniu 1939 miejscowość znalazła się pod okupacją sowiecką. 2 listopada została włączona do Białoruskiej SRR. Od czerwca 1941 roku pod okupacją niemiecką. W 1944 miejscowość została ponownie zajęta przez wojska sowieckie i włączona do Białoruskiej SRR.
Od 1991 w Republice Białorusi.

## Przynależność państwowa i administracyjna
- ? - 1793  I Rzeczpospolita
- 1793 - 1917  Imperium Rosyjskie, gubernia wileńska, powiat wilejski
- 1917 - 1919  Rosyjska FSRR
- 1919 - 1920  Polska, Zarząd Cywilny Ziem Wschodnich, okręg wileński
- 1920 - 1920  Rosyjska FSRR
- 1920 - 1945[b]  Polska
  - województwo:
    - okręg nowogródzki (1920 - 1921)
    - nowogródzkie (1921 - 1922)
    - Ziemia Wileńska (1922 - 1926)
    - wileńskie (od 1926)

  - powiat:
    - wilejski (1920 - 1927)
    - mołodeczański (od 1927)
- 1945 - 1991  ZSRR, Białoruska SRR
- od 1991  Białoruś